# Noitibó-da-europa

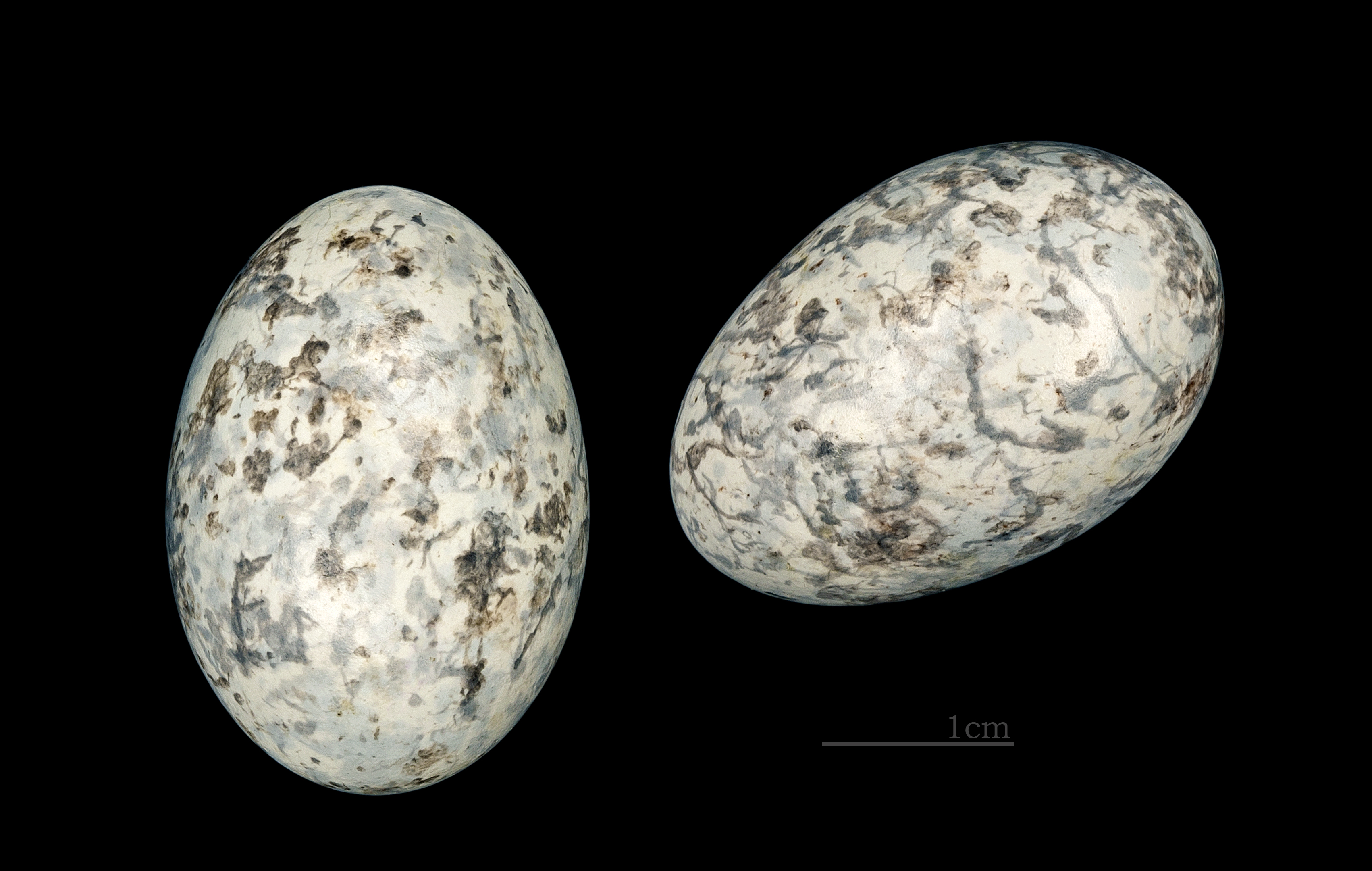
Caprimulgus europaeus

Noitibó-da-europa, noitibó-europeu ou noitibó-cinzento (Caprimulgus europaeus) é uma ave da família Caprimulgidae. É ligeiramente menor que o noitibó-de-nuca-vermelha, apresentando a plumagem mais acinzentada. É uma ave de hábitos nocturnos e crepusculares, alimentando-se de insectos.
O noitibó-da-europa constrói o seu ninho no chão. Passa o dia no solo ou num tronco de árvore, passando despercebido graças às cores crípticas da sua plumagem.